# Erwin Müller-Ruckwitt
Erwin Müller-Ruckwitt (* 26. August 1943 in Mönchengladbach als Erwin Müller) ist ein deutscher Erwachsenenbildner und römisch-katholischer Medienexperte.

## Leben
Nach dem Studium der Theologie, Geschichte und Philosophie in Bonn und Mainz wurde Erwin Müller-Ruckwitt 1973 Referent an der Thomas-Morus-Akademie in Bensberg. 1975 übernahm er die Leitung der Abteilung Bildung im Generalvikariat des Erzbistums Köln, von 1992 bis 2008 war er Direktor der Hauptabteilung Bildung und Medien beim Erzbistum Köln.
In dieser Zeit erfolgten Bündelung, flächendeckender Ausbau und Qualifizierung der Erwachsenenbildung des größten deutschen Erzbistums. Müller-Ruckwitt war maßgeblich beteiligt an der Gründung des Bildungswerks der Erzdiözese Köln e.V., dessen Vorsitzender er von 1991 bis 1995 war, der Einrichtung des Kölner Domradios – laut Dominik Schwaderlapp „darf [man] ihn mit Fug und Recht als ‚Vater‘ des Domradios bezeichnen“  – sowie dem Ausbau der Tagungszentren und Bildungshäuser des Erzbistums.
Erwin Müller-Ruckwitt war vielfältig über den Bereich des Erzbistums Köln hinaus engagiert. Von 1986 bis 2005 war er Vorsitzender der Landesarbeitsgemeinschaft für Katholische Erwachsenenbildung in Nordrhein-Westfalen, von 1987 bis 2000 Vorsitzender der Katholischen Bundesarbeitsgemeinschaft für Erwachsenenbildung. Als Vertreter des Erzbistums Köln war er Vorsitzender des Aufsichtsrates der Wochenzeitung Rheinischer Merkur und gehörte für die fünf NRW-Diözesen der Landesanstalt für Medien in Nordrhein-Westfalen an, wo er den Ausschuss für Forschung und Medienkompetenz leitete. Er ist verheiratet, hat zwei erwachsene Kinder und lebt in Bergisch Gladbach.